# Депорт, Александр-Франсуа
Алекса́ндр-Франсуа́ Депо́рт (фр. Alexandre-François Desportes; 24 февраля 1661, Шампиньёль — 20 апреля 1743, Париж) — французский живописец, пейзажист, мастер натюрморта и один из крупнейших художников анималистического жанра позднего этапа «стиля Людовика XIV» и раннего рококо. С 1699 года академик Королевской Академии живописи и скульптуры. «Украшал охотничьими сценами и натюрмортами с дичью во фламандском стиле королевские резиденции Франции».

## Биография
Александр-Франсуа Депорт родился в 1661 году в семье богатого фермера Пьера Депорта (? — 1695) и Элизабет Дюге (1626—1701). В 1673 году его отправили к одному из своих дядей, обосновавшемуся в Париже, где он обучался у фламандского живописца-анималиста Никасиуса Бернартса, ученика Франса Снейдерса. С этими мастерами он приобщился к традициям фламандской живописи.
В 1673 году Депорт переехал в Париж. В 1692 году женился на Анжелике Элеоноре Бодо (умерла в 1726 году), которая родила ему двоих детей: Анну Луизу (умерла 09.05.1765) и Клода Франсуа (1695—1774), который стал его учеником, живописцем и гравёром, и написал биографию отца. Его племянник, живописец Никола Депорт также является его учеником.
В 1692—1693 годах Александр-Франсуа Депорт работал рисовальщиком картонов на Королевской мануфактуре Гобеленов. В 1695—1696 годах работал в Варшаве, был придворным художником короля Яна III Собеского и писал портреты польских аристократов. После возвращения из Польши Депорт провёл шесть месяцев в Англии, затем стал придворным художником французских королей Людовика XIV и Людовика XV. Он отказался от портретной живописи и посвятил себя оформлению дворцовых интерьеров. В 1699 году Депорт был принят в Королевскую Академию живописи и скульптуры как «художник-анималист».
С 1700 года и до самой смерти Депорт выполнял множество картин для украшения королевских резиденций (Версаль, Марли, Мёдон, Компьень и Шуази-ле-Руа). Людовик XIV, затем Людовик XV поручали ему писать портреты своих любимых собак: Бланш, Понн, Зетт и других. Многие произведения Депорта были связаны с жанровой разновидностью натюрморта с изображениями трофеев и сцен охоты. Придворный художник охоты и королевской стаи, Депорт следовал за королём во время его охоты. Сен-Симон сообщает, «что он обыкновенно ходил с ним на охоту, имея с собой небольшой портфель, чтобы на месте рисовать эскизы, из которых король выбирал, и всегда со вкусом, те, которые он предпочитал остальным». Таким образом Александр-Франсуа Депорт стал одним из первых придворных художников, рисовавших пейзажи непосредственно с натуры.
Депорт скончался в Париже в 1743 году, и был похоронен в церкви Сен-Жермен-л’Осеруа. Он оставил большое собрание рисунков и живописных картин. Это собрание состоит из этюдов животных, растений и пейзажей, написанных с натуры, а также некоторых зарисовок фламандского художника-анималиста Яна Фейта, в частности, изображающих охоту на лис.
В 1784 году Шарль-Клод Флао де ла Билладери, граф д’Анживиллер (1730—1809), директор ведомства Королевских построек (Bâtiments du Roi), приобрёл эту коллекцию у племянника мастера Никола Депорта для Севрской фарфоровой мануфактуры, чтобы она могла служить собранием образцов для росписи фарфора. Прослужив в качестве иконографического источника более века, коллекция была передана на хранение в несколько учреждений. Музей охоты и природы в Париже собрал значительную часть изображений животных работы Депорта. В Лувре хранится автопортрет художника и несколько его лучших картин. Депорту посвящён отдельный зал Международного музея охоты (Musée international de la Chasse) в замке Жьен (долина Луары). В охотничьем музее (Le musée de la vénerie) Санлиса выставлена его картина «Охота на лис», а также другие работы.
В санкт-петербургском Эрмитаже имеются три картины Депорта.

## Галерея

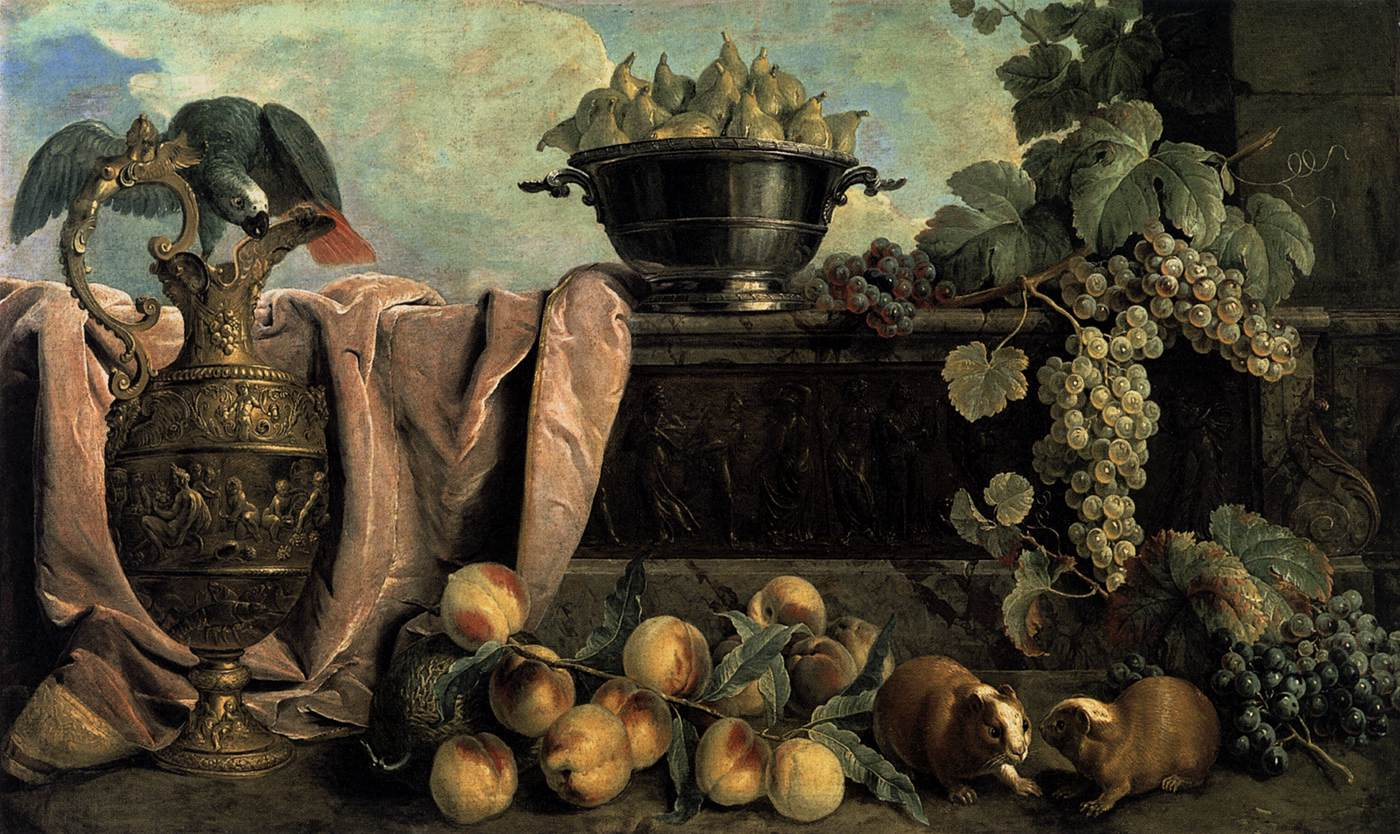
Натюрморт с кувшином. 1734. Холст, масло. Лувр, Париж
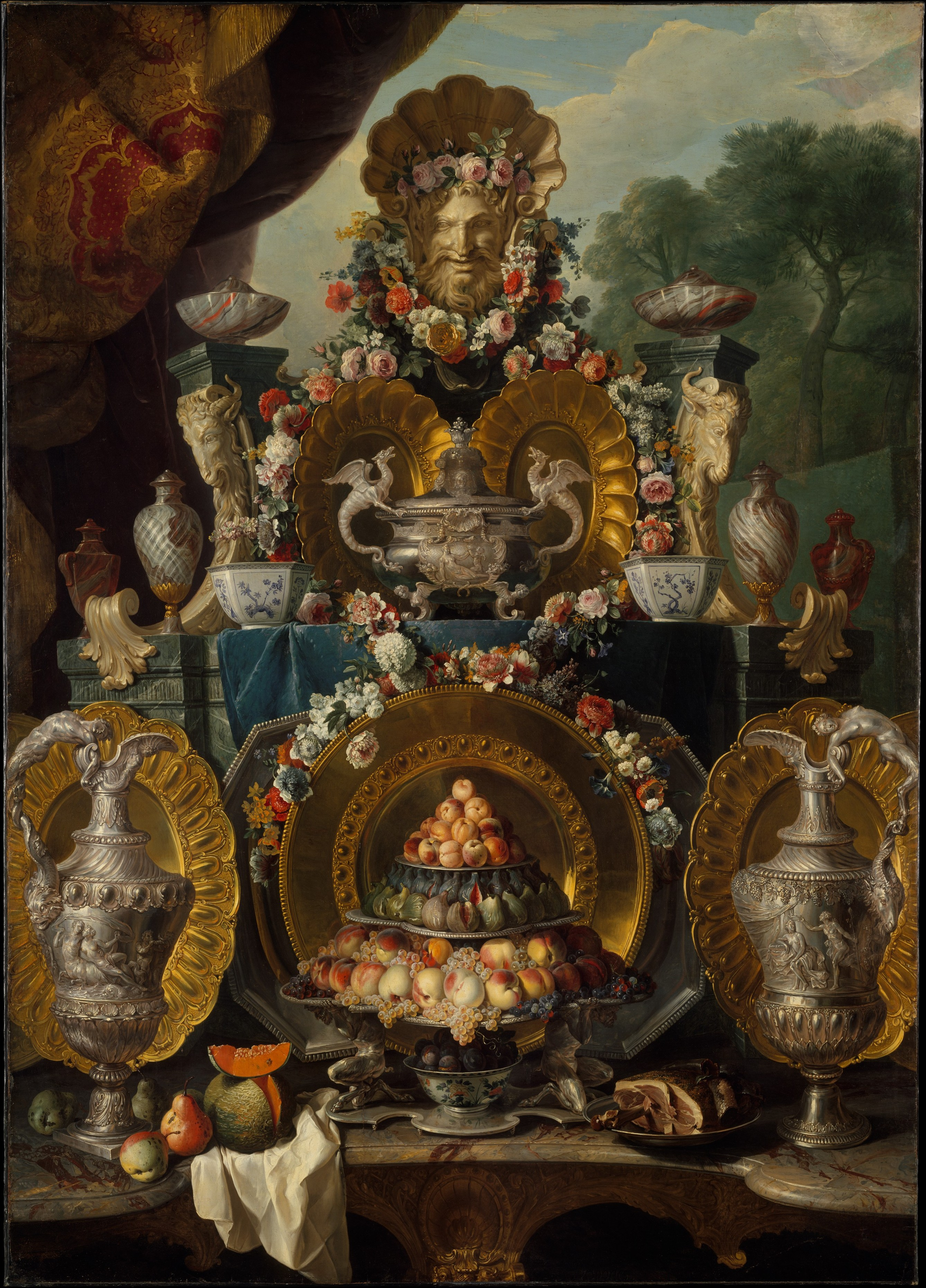
Натюрморт с серебром. Ок. 1720. Холст, масло. Метрополитен музей, Нью-Йорк
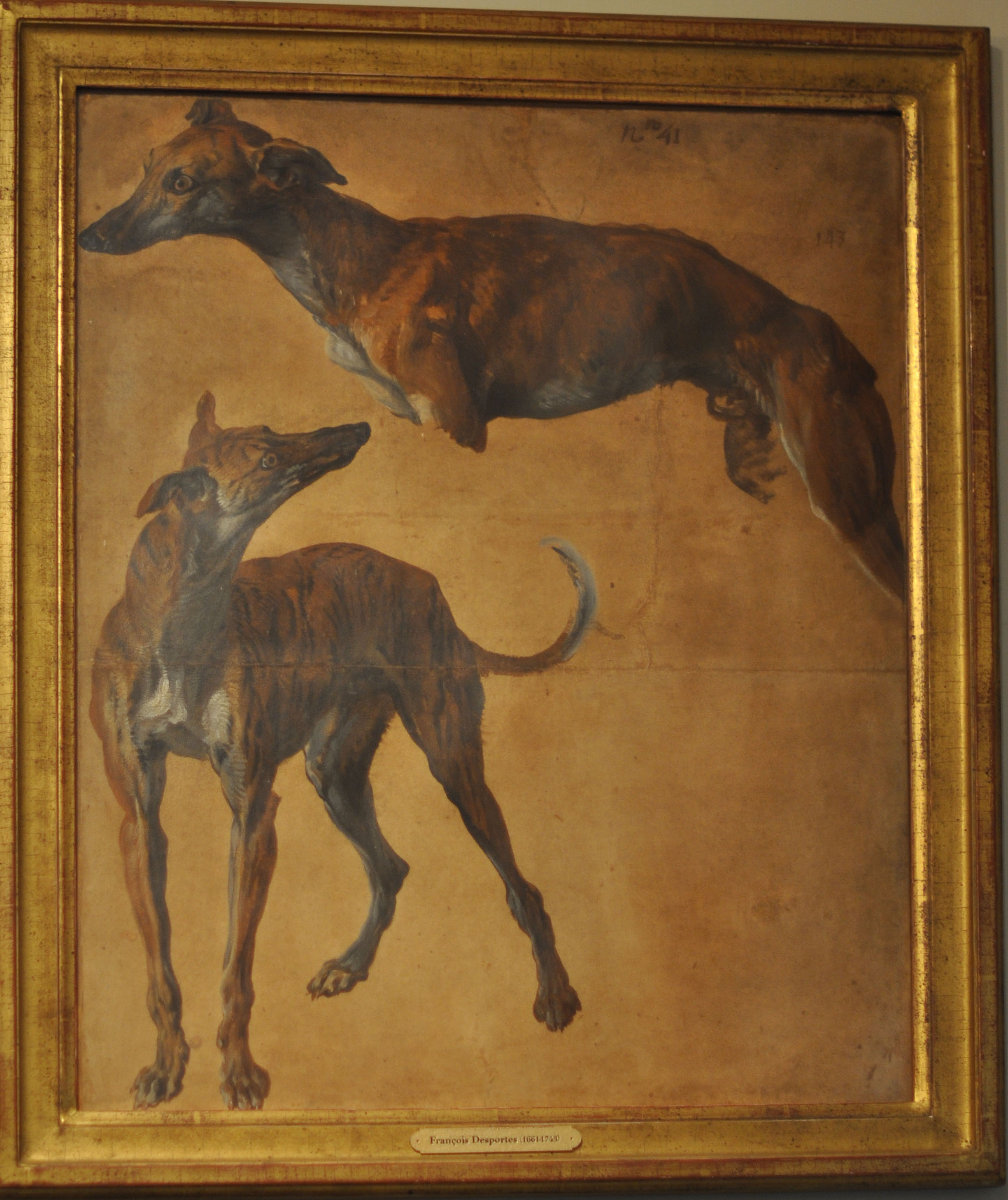
Этюд борзых. Ок. 1700. Холст, масло. Музей охоты и природы, Париж
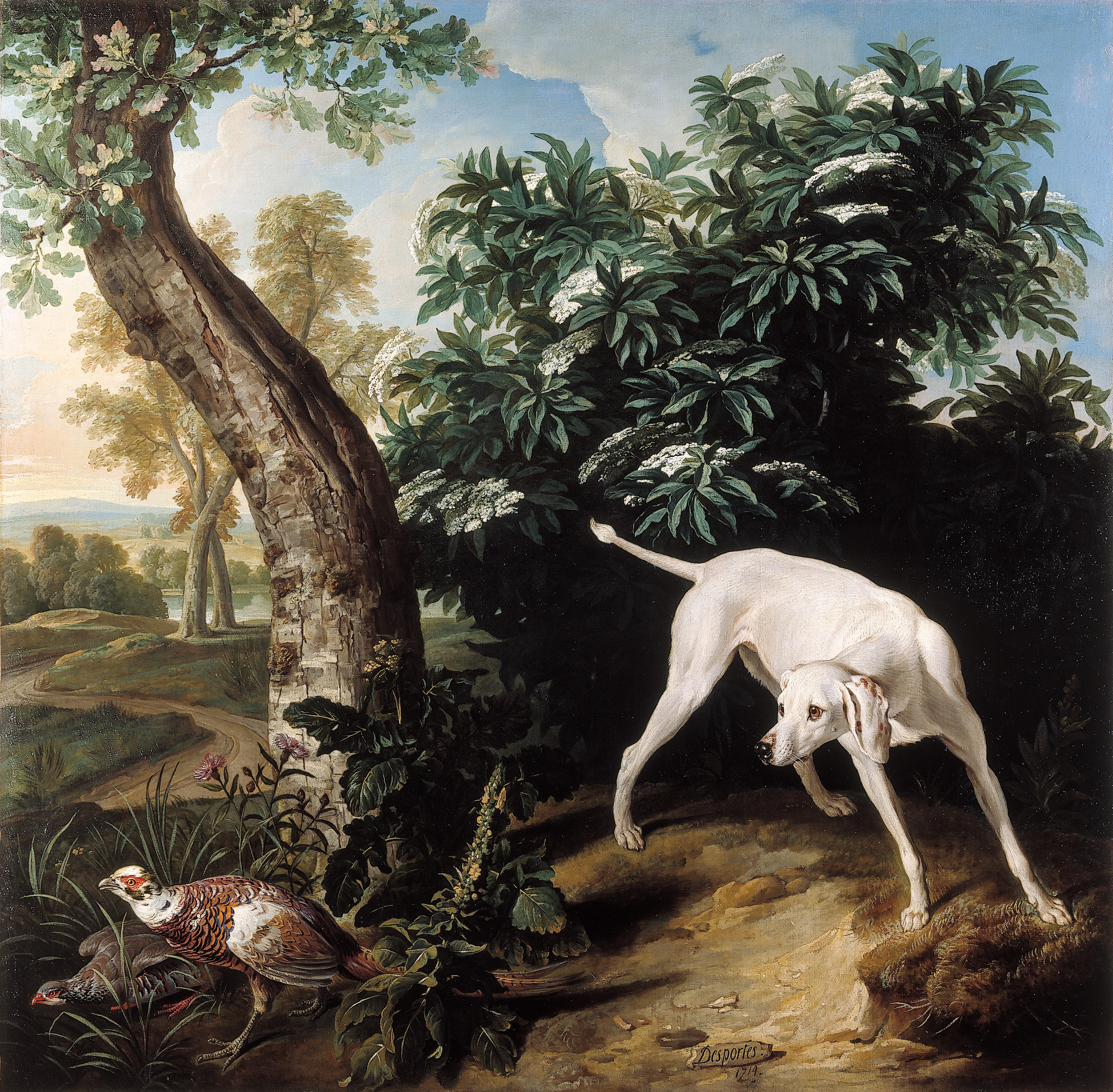
Белая собака перед кустом бузины. 1714. Холст, масло. Музей охоты и природы, Париж
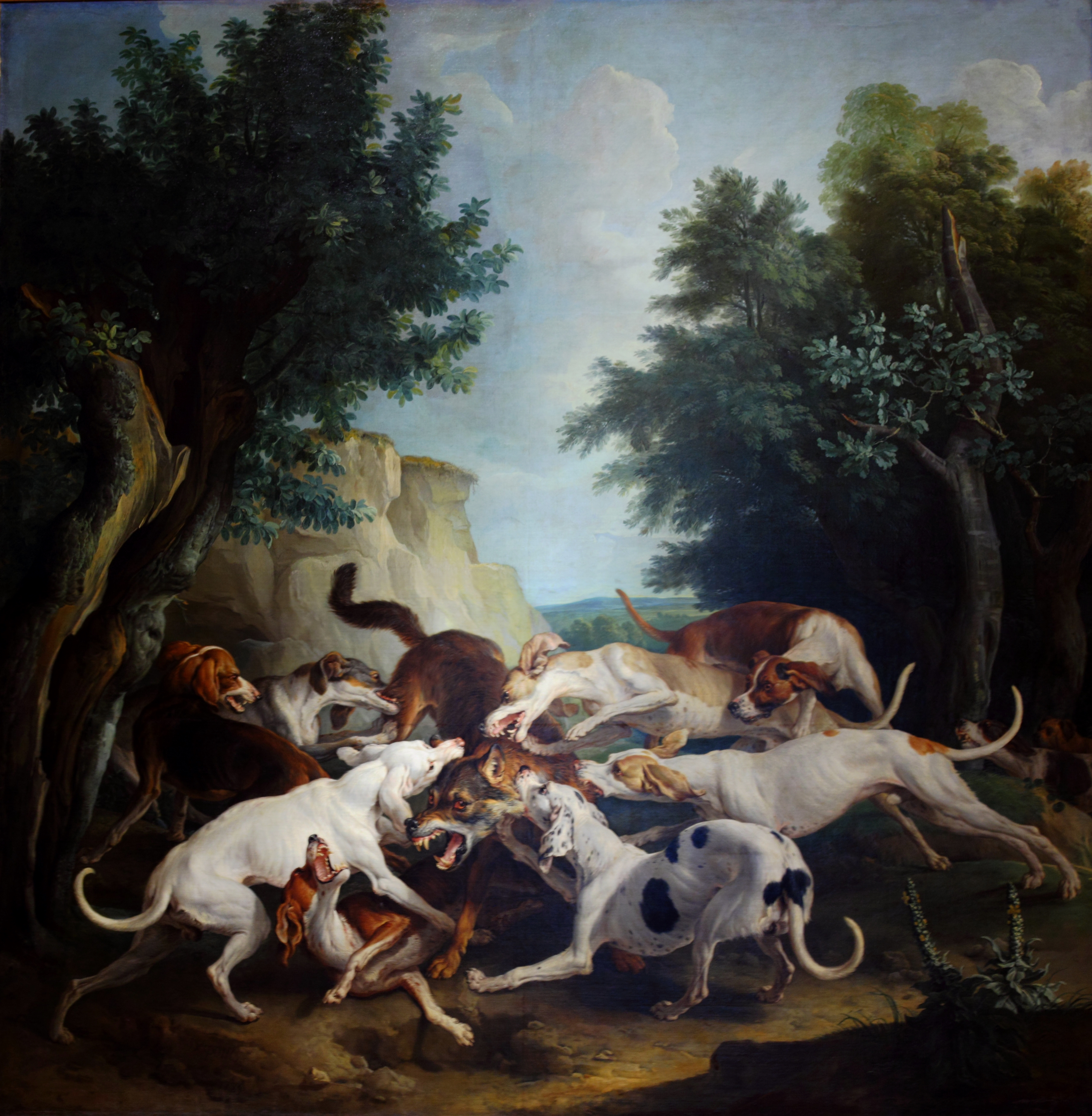
Охота на волка. 1725. Холст, масло. Музей изящных искусств, Рен
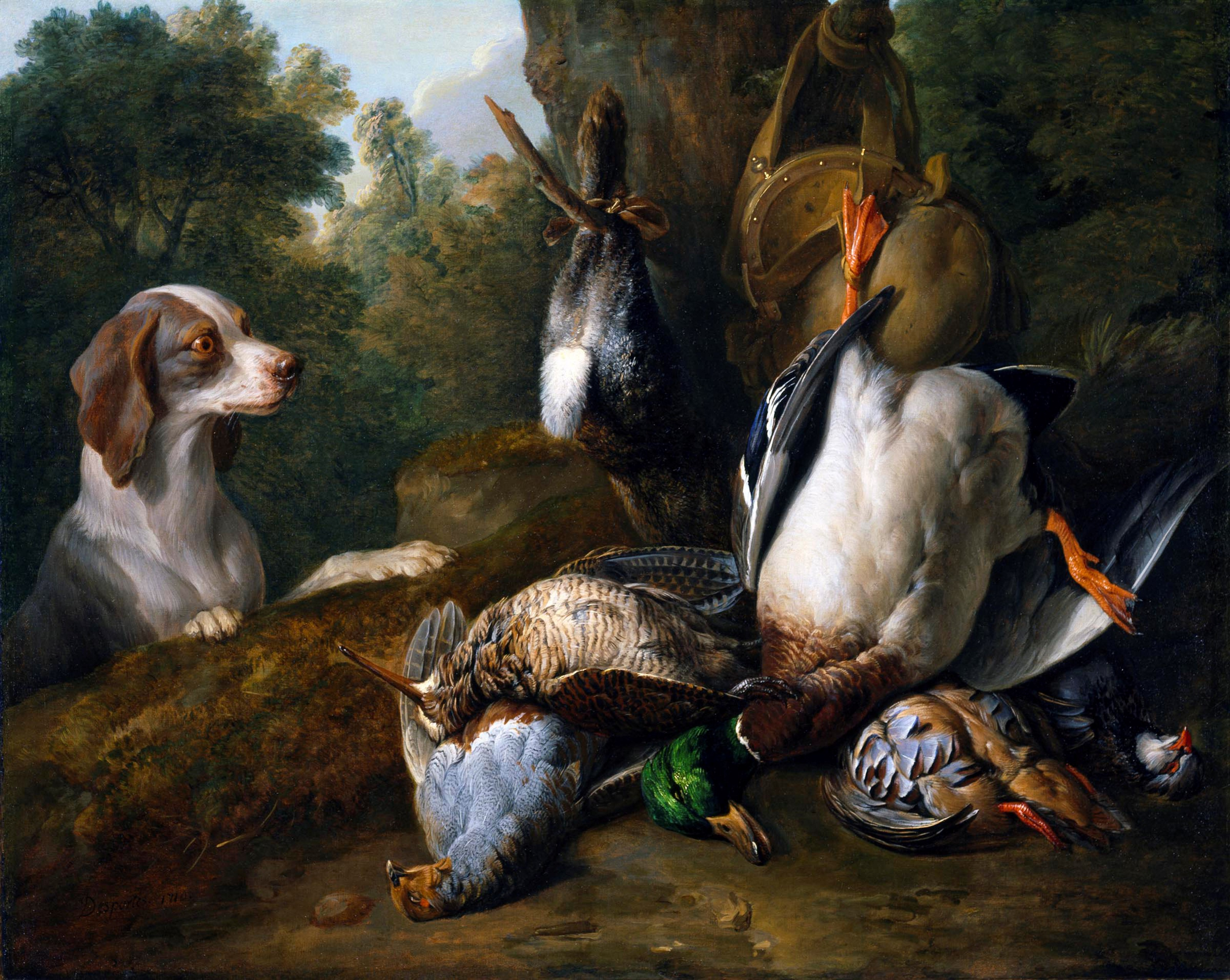
Натюрморт с собакой и дичью. 1710. Холст, масло. Музей изящных искусств, Хьюстон, Техас, США
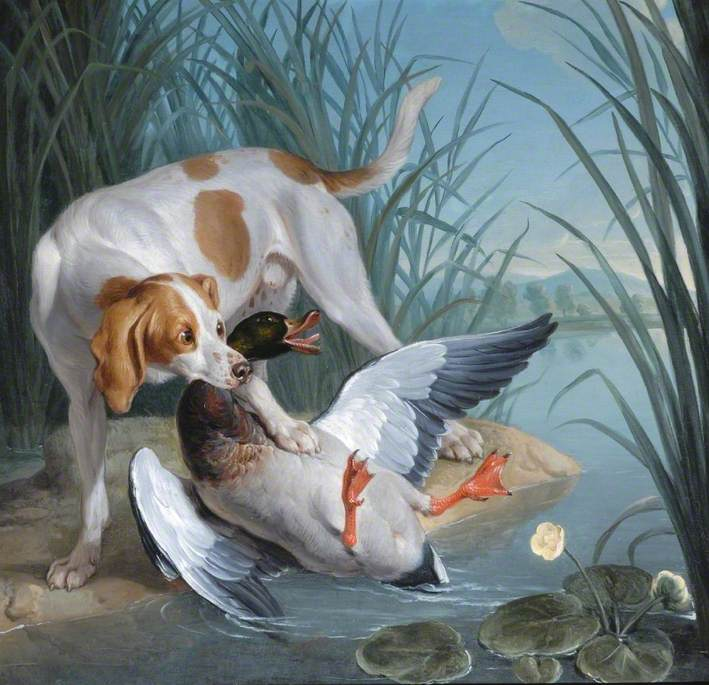
Собака с дикой уткой. 1720-е. Холст, масло. Музей Боуз, Барнард-Касл, Англия